# Адам Драгосављевић
Адам С. Драгосављевић (Беременд, 1. март 1800 — Опатовац, 28. јун 1862) био је српски филолог и педагог.

## Биографија
Адам је рођен 1. марта 1800. године у Барањи, у месту Беременд (данашња Мађарска). Родитељи су му били Симеон - Сима дунђерин и Јевросима, житељи општине Бремен или "Бреме" (по српски). У тешким материјалним приликама, после преране смрти оца (1802), нередовно се школовао и сам мање-више издржавао. Његов патрон током школовања, био је српски књижевник професор Милован Видаковић. Српску основну школу учио у разним местима (Беременд, Брањина (тада Кишвалуд), Медина, Јагодњак (тада Качфалу)), а мађарску у Харшању. Завршивши основну школу служио је код спахије и шегртовао. Како је одмалена научио црквено појање, у 16. години постао је црквени звонар-појац, а годину дана касније и учитељ, прво у Безедеку (Мађарска, 1815-16), па у Белом Манастиру (тадашњи Моноштор, 1816-1817). У јесен 1817. године уписао се у учитељску школу у Сомбору, коју је завршио 1819. Као ученик те школе изненадио је своје професоре школском дисертацијом „О дијалекту српског језика“ (1818-19).
После завршене препарандије, највише да би овладао латинским и немачким језиком, положио је у Новом Саду 2. разред, а у Винковцима 3. и 4. разред латинске гимназије. Као ученик новосадске гимназије купио је Вуков речник, који га је у сваком погледу одушевио, да се од њега није раздвајао: "Од свију књига речник ми је највећа забава била. Предговора се у њему никада сит начитати нисам могао". Вук је чуо за младог даровитог следбеника, па од 1825. године креће њихова преписка, из које ће проистећи сарадња, док се нису и лично упознали. У Шиклушу је Адам као млади учитељ увео у наставу Вуков правопис и српску граматику, због чега је имао проблема. Поред латинског добро је знао и грчки језик. После је опет радио као учитељ у Винковцима 1822-23, Шиклошу 1823-1827. Мохачу 1827-1830., Вуковару 1830-38. (био је 1836. године учитељ немачког језика) и Шиду (1840). Учитељевање је прекидао неколико пута па био општински бележник у Шиду, а 1849. године истовремено и "месних школа шицких управитељ" 1843-1849., Гибарацу (1860—1862) и Опатовцу, секретар Примирителног суда у Београду (1839—1840), и управитељ основних школа у Шиду (1849—1860).
Док је био учитељ у Вуковару, оженио се 1831. године са Маријом Ристић, са којом је у браку имао три кћерке и сина Николу. Умро је у лето 1862. године, у гостима код кћерке у Опатовцу, док се враћао са жупанијске скупштине у Вуковару.

## Делатност
Дописни члан Друштва српске словесности у Београду је постао од 1842. године, и био је један од првих присталица Караџићевих језичких реформи. Друштву је 1859. године послао свој чланак "Расправа правописа београдскога", да се објави у "Гласнику". Али исти рад је оцењен као "беспотребан" и одбијен, а потом враћен аутору.
Радове о језику, народним песмама и србуљама објављивао у „Летопису Матице српске“ (7, 1826; 10, 1827; 25-26, 1831; 30-31, 1832; 32-35, 1833; 95-96, 1857; 98, 1858) и Арнотовом „Магазину“ (23, 39, 1838). Прикупљао је народне песме и речи (око 3000) из Барање и Срема и слао их Вуку Караџићу. Скупљао је и историјске старине (србуље, октоихе, молитвенике, итд.). Као учитељ у Шиклошу почео је да ради по Вуковом правопису и обрађивао српску граматику, због чега је био оштро осуђен од школске управе. Године 1825. у „Летопису Матице српске“ објавио је више чланака под насловом „О писмености српској“. Ватрено се залагао за увођење народног језика у књижевност и школе и за усвајање савременог правописа. Вуковој правописној реформи додао је своје слово „I“ уместо И.

## Рукописи
У рукопису је оставио уџбенике за основну школу: „Мали буквар српски“ (1825), „Мали катихизис“ (1828) и „Рачуница“. Није их успео штампати, јер су били писани Вуковим правописом и народним језиком. „Мали буквар српски“ написан је две године пре Вуковог штампаног „Буквара“ и био је први буквар на српском језику. Објавио је „Немачку граматику“ Остао је у рукопису и његов  Животопис  (две свеске) намењен Друштву српске словесности у Београду.
Своју преписку са Вуком Караџићем, Павлом Шафариком, кнежевским намесником Јованом Гавриловићем, Богославом Шулеком, Данилом Медаковићем и др. између 1824. и 1839. године оставио је у рукопису под насловом „Протоколи од различити писмени и књижевни сочињенија и послова“. У сачуваним Вуковим рукописима налази се око 30 Драгосављевићевих писама. Његова ода епископу Стефану Станковићу друга је књига штампана Вуковим правописом (1829).